# Skeeter (film)
Pour plus de détails, voir Fiche technique et Distribution.
Skeeter est un film américain réalisé par Clark Brandon, sorti en 1993.

## Synopsis
À la suite du déversement illégal de déchets toxiques d'un homme d'affaires corrompu, une petite ville désertique est assaillie par un essaim mortel d'énormes moustiques mutants sanguinaires.

## Fiche technique
- Titre original et français : Skeeter
- Réalisation : Clark Brandon
- Scénario : Clark Brandon, Lanny Horn et Joseph Luis Rubin
- Musique : David Lawrence
- Pays d'origine :  États-Unis
- Sociétés de production : August Entertainment, K.A.R. Films et Team Players Productions
- Genre : Horreur
- Durée : 95 minutes
- Date de sortie : 1993

## Distribution
- Jim Youngs : Roy Boone
- Tracy Griffith : Sarah Crosby
- Charles Napier : Ernie Buckle
- Jay Robinson : Drake
- William Sanderson : Gordon Perry
- Michael J. Pollard : Hopper
- Eloy Casados : Hank Tucker
- John Putch : Hamilton
- Saxon Trainor : Dr Jill Wyle
- Stacy Edwards : Mary Ann
- John F. Goff : Clay Crosby
- George 'Buck' Flower : Filo
- Eric Lawson : Frank O'Connell
- Lindsay Fisher : Chrissy O'Connell
- Barbara Baldavin : Dorothy O'Connell
- Larry Stevens : Trevor O'Connell
- Michael D'Agosta : Bo
- Joe McCutcheon : Wil
- Jane Abbott : Esther
- Robert Snively : Luther
- Mia St. John : Charlie
- John Ingle : le prédicateur